# Kenneth Campbell (aviateur)
Ne doit pas être confondu avec Ken Campbell ou J. Kenneth Campbell.
Pour les articles homonymes, voir Kenneth Campbell et Campbell.
Kenneth Campbell, né le 21 avril 1917 et mort le 6 avril 1941, est un aviateur écossais de la Royal Air Force qui s'est distingué en réussissant à larguer une torpille qui endommagea le cuirassé allemand Gneisenau, à quai dans le port de Brest. Pour son acte de bravoure qui lui coûta la vie, il reçoit la croix de Victoria, plus haute distinction militaire de l'armée britannique.

## Biographie
Kenneth Campbell naît le 21 avril 1917 à Saltcoats dans le comté d'Ayrshire en Écosse. Il étudie la chimie au Clare College de Cambridge, où il fait partie du Cambridge University Air Squadron. En septembre 1939, il est mobilisé par la Royal Air Force, et c'est ainsi que le Flying officer Kenneth Campbell rejoint le Squadron RAF No. 22 (en) en septembre 1940, aux commandes d'un Bristol Beaufort. En mars 1941, il torpille un navire marchand au large de Borkum avant d'échapper à deux Messerschmitt Bf 110 quelques jours plus tard. Deux jours plus tard, il torpille un autre navire au large d'IJmuiden.
Le 6 avril 1941, dans le port de Brest, il attaque le cuirassé allemand Gneisenau. Après être passé au travers du barrage de DCA ennemie, il plonge afin de lancer sa torpille, qui touche au but, endommageant le Gneisenau suffisamment pour qu'il passe les six mois suivants en réparations. Cependant, à cause de la proximité de la terre, Campbell doit faire une remontée en chandelle afin d'échapper au relief, exposant ainsi son avion. La DCA l'abat, et il s'écrase dans le port. Les Allemands enterrent alors Campbell et les trois autres membres de l'équipage, avec les honneurs militaires.
Son courage et sa bravoure ne sont reconnus que plus tard, lorsque la Résistance réussit à transmettre le récit du torpillage aux autorités britanniques. La croix de Victoria lui est alors décernée, et un mémorial est élevé à sa mémoire dans son ancienne école de Sedbergh.